# 太気拳
太気拳（たいきけん）、1947年に日本で創始された中国武術。正式名称は太氣至誠拳法（たいきしせいけんぽう）。

## 概要
日本人武術家・澤井健一が創始した武術である。澤井は中国において、外国人としてただ一人、意拳創始者・王向斉の直弟子として意拳を学んでいた。王から許可を得て日本で武術を普及するに当たり、澤井は自らの流派を『太気至誠拳法』、通称『太気拳』と名乗った。その名前は、山岡鉄舟の残した「至誠天に通ず」という言葉に由来している（原典は孟子）。
意拳の流れを汲むため、套路はなく、『立禅』『這い』『揺り』『練り』といった基本動作と、推手や自由組手による稽古が中心となっている。この他にも袋竹刀を用いた剣術の稽古や、掴まれた手を瞬間的に外す『逆手』などの稽古も行われている。
澤井自身は、かつて柔道などを修業していたためか門弟に寝技を教授することもあり、時に意拳の原型となった形意拳の基本技・五行拳を指導することもあったという。
その練習体系の斬新さと合理性から、多くの武道家・武術家・格闘家たちから高い評価を受けている。澤井は極真会館創始者・大山倍達と親交があったため、かつては極真会館と太気拳一門との間で積極的な交流組手も行われていた。初期の極真空手の構えなどには太気拳が影響を与えたと言われており、また太気拳門下には極真会館出身者が少なくない。
澤井亡き現在は、澤井の娘婿である佐藤嘉道をはじめとする各師範が、各地で指導にあたっている。

## エピソード
無聊をかこっていたころに板垣恵介が太気拳の話を聞きつけて、興味本位である太気拳の道場主に取材を申し込んでみたら受理されたので取材に行ってみたところ、その道場主から興味本位で立ち合いを申し込まれてしまい、板垣は戦う羽目になってしまった。
弟子二人はどうにか対応ができたものの、道場主との立ち合いではまったく相手にならなかった。目の前に相手がいて、自身が防御態勢を取っているにもかかわらず、見えない攻撃を放ってくるというありさまで、板垣は降伏するしかなかった。なお、後日、塩田剛三に太気拳道場での話をしたところ、最初、塩田は爆笑をしたが後に弟子を通じて叱責するというオチがついた。これらの経験から板垣は中国拳法は本物だと断言しており「澤井健一に「じゃあ、やろうか」と言われたらどうするんだ!?」とボヤいていた。

## 太気拳の師範一覧
- 十段範士 - 岩間統正
- 七段教士 - 佐藤嘉道、ヤン・カレンバッハ、高木康嗣
- 七段練士 - 盧山初雄
- 六段練士 - 齋藤昭
- 五段練士 - 佐藤聖二、島田道男、守田岳志、天野敏、久保勇人、鹿志村英雄、内村匡人など。